# القمدة
القمدة قرية زراعية تقع في محافظة بني حسن بمنطقة الباحة، في الجنوب الغربي من المملكة العربية السعودية. تضم القرية إحدى غابات المنطقة (غابة غليل) التي تقع شمالي القرية، وتكثر فيها أشجار الزيتون والعرعر، والتين الشوكي والطلح والطباق. كما يعتدل الطقس فيها خلال الصيف، وتصبح شديدة البرودة في الشتاء.